# HD 139777
小熊座π1是在拱極星座小熊座北部的共同自行聯星。該對的視星等分別為+6.58和+7.31，綜合星等為+6.1。它們位於距離太陽約71光年的地方。兩星的角距離為31.4弧秒，其對應於實際約680AU，並以大約13,100年的週期互繞著彼此運行。
這兩顆恆星都是類太陽恆星，並已被列為天琴-武仙星協的可能成員，該星協是距離太陽最近的移動星群之一，然而現在認為這不太可能。 主星小熊座π1 A，質量比太陽高2%，表面有效溫度為5,771 K，半徑為太陽的的98%和輻射熱光度為太陽的93%。伴星，小熊座π1 B，質量是太陽的92%，溫度略低為5,408 K，半徑是太陽的 84%，光度略高於太陽的一半。

## 外部連結
- The Electronic Sky （页面存档备份，存于）
- University of Florida Astronomy Department
- HR 1971 （页面存档备份，存于）
- Image Omicron Aurigae